# Haley Skarupa
Haley Skarupa (née le 3 janvier 1994 à Rockville dans l'État du Maryland) est une joueuse de hockey sur glace américaine évoluant dans la ligue élite féminine en tant qu'attaquante. Elle a remporté une médaille d'or aux Jeux olympiques de Pyeongchang en 2018. Elle a également représenté les États-Unis dans 3 championnats du monde, remportant 3 médailles d'or consécutives.
Actuellement, elle joue dans la Ligue nationale de hockey féminin pour le Pride de Boston.

## Biographie

### En club
En 2012-1013 Haley Skarupa joue sa première année pour les Eagles de Boston College dans la ligue universitaire de hockey féminin NCAA. Lors de sa troisième saison, elle inscrit 31 buts et 40 assistances, se classant troisième nationalement en nombre de buts et d'aides . Elle reçoit le titre de capitaine assistant lors de sa dernière saison 2015-2016.
À l'été 2015, elle est repêchée par les Riveters de New York lors du premier repêchage de la toute jeune Ligue nationale de hockey féminin (LNHF). Le repêchage s'effectue un an avant la fin des études universitaires pour permettre aux joueuses de préparer leur transition (déménagement, travail alimentaire, ...). Cependant, durant la saison 2015-2016 ses droits sont échangés avec le Whale du Connecticut contre ceux de Michelle Picard. Elle réalise donc sa première année professionnelle avec le Whale qui termine dernière de la saison régulière.
La saison suivante, elle signe un contrat avec le Pride de Boston mais ne joue que 5 matchs avant d'être intégrée au programme de préparation de la sélection nationale pour les Jeux olympiques de Pyeongchang ,. Elle signe un nouveau contrat dès août 2018 pour la saison 2018-2019.

### En équipe nationale
Elle remporte sa première médaille pour l'équipe nationale des États-Unis des moins de 18 ans lors du Championnat du monde 2010. Elle est sélectionnée pour les éditions 2011 et 2012 et remporte au total trois médailles d'or.
Haley participe également à plusieurs Coupe des quatre nations. En 2018, elle n'est au départ pas sélectionnée pour le programme de préparation des Jeux olympiques à la suite du camp d'entrainement du mois de mai . Au début de la saison 2017-2018, elle est recontactée à la suite de différentes blessures par la fédération USA hockey pour trois semaines puis à nouveau renvoyée en LNHF. Finalement, convoquée au camp durant les vacances de Thanksgiving elle reste dans le groupe définitif qui atteindra la médaille d'or.

## Statistiques

### En club
| Saison      | Équipe                   | Ligue       |     | Saison régulière | Saison régulière | Saison régulière | Saison régulière | Saison régulière |   | Séries éliminatoires | Séries éliminatoires | Séries éliminatoires | Séries éliminatoires | Séries éliminatoires |
| Saison      | Équipe                   | Ligue       | PJ  | B                | A                | Pts              | Pun              | PJ               | B | A                    | Pts                  | Pun                  |                      |                      |
| 2012-2013   | Eagles de Boston College | NCAA        | 33  | 24               | 29               | 53               | 10               |                  |   |                      |                      |                      |                      |                      |
| 2013-2014   | Eagles de Boston College | NCAA        | 33  | 25               | 16               | 41               | 12               |                  |   |                      |                      |                      |                      |                      |
| 2014-2015   | Eagles de Boston College | NCAA        | 37  | 31               | 40               | 71               | 11               |                  |   |                      |                      |                      |                      |                      |
| 2015-2016   | Eagles de Boston College | NCAA        | 41  | 35               | 44               | 79               | 8                |                  |   |                      |                      |                      |                      |                      |
| 2016-2017   | Whale du Connecticut     | LNHF        | 16  | 11               | 11               | 22               | 0                | 1                | 0 | 2                    | 2                    | 2                    |                      |                      |
| 2017-2018   | Pride de Boston          | LNHF        | 5   | 2                | 3                | 5                | 2                |                  |   |                      |                      |                      |                      |                      |
| 2018-2019   | Pride de Boston          | LNHF        | 13  | 6                | 12               | 18               | 6                | 1                | 0 | 0                    | 0                    | 0                    |                      |                      |
| Totaux NCAA | Totaux NCAA              | Totaux NCAA | 114 | 115              | 129              | 244              | 41               |                  |   |                      |                      |                      |                      |                      |
| Totaux LNHF | Totaux LNHF              | Totaux LNHF | 34  | 19               | 26               | 45               | 8                | 2                | 0 | 2                    | 2                    | 2                    |                      |                      |

### En équipe nationale
| Année | Équipe             | Compétition                  |   | PJ | B | A  | Pts | Pun           |  | Résultat |
| 2010  | États-Unis - 18ans | Championnat du monde - 18ans | 5 | 3  | 6 | 9  | 0   | Médaille d'or |  |          |
| 2011  | États-Unis - 18ans | Championnat du monde - 18ans | 5 | 3  | 5 | 8  | 0   | Médaille d'or |  |          |
| 2012  | États-Unis - 18ans | Championnat du monde - 18ans | 5 | 11 | 0 | 11 | 0   | Médaille d'or |  |          |
| 2015  | États-Unis         | Championnat du monde         | 5 | 2  | 2 | 4  | 0   | Médaille d'or |  |          |
| 2016  | États-Unis         | Championnat du monde         | 5 | 0  | 3 | 3  | 0   | Médaille d'or |  |          |
| 2017  | États-Unis         | Championnat du monde         | 5 | 1  | 1 | 2  | 0   | Médaille d'or |  |          |
| 2018  | États-Unis         | Jeux olympiques              | 5 | 0  | 0 | 0  | 0   | Médaille d'or |  |          |